# Sengai
Sengai Gibon (仙厓 義梵, 1750-1837) est un moine japonais.

## Biographie
Adepte de la secte - c'est-à-dire école - Rinzai (臨在宗 ; l'une des trois écoles principales du bouddhisme zen au Japon, les autres étant la secte Soto et la secte Obaku), il est réputé pour ses enseignements et ses écrits polémiques, ainsi que pour ses œuvres lumineuses de peinture sumi-e. Après avoir passé la première moitié de sa vie à Nagata près de Yokohama, il décida de se reclure au Shōfukuji (situé dans la préfecture de Fukuoka), plus ancien temple Zen dans l'histoire du Japon, où il passa le reste de sa vie.
Malgré la réputation ésotérique de la secte Rinzai, Sengai tenta de rendre ses enseignements accessibles et populaires.
La plus célèbre de ses peintures représente un cercle, un rectangle et un triangle. Sengai laissa l'œuvre sans titre ni légende (sinon sa signature), mais elle est souvent appelée « l'Univers ».